# 方粒格粒螺
方粒格粒螺（学名：Inella granicostata）为左錐螺科格粒螺屬下的一个种。